# 錯誤的喜劇
錯誤的喜劇（英語：Comedy of Errors，或譯錯中錯、錯中錯喜劇）是莎士比亞早期的作品之一。這是莎士比亞作品中，最短和最滑稽的喜劇之一，戲中主要的幽默是來自於誇張的肢體動作和身分的混淆，加上雙關語和文字遊戲的運用所構成。錯誤的喜劇是唯一的兩個依據三一律所寫的莎士比亞劇本的其中一篇。此劇本被應用在歌劇、戲劇、電影和音樂劇。錯誤的喜劇故事內容是在講兩對長相完全一模一樣的雙胞胎意外地在出生後因為船難而相互分離。小安提勒斯跟他的僕人小卓蜜歐為了尋找失散的親人而來到以弗所，最終竟是他們雙胞胎哥哥們的生長地，大安提勒斯和大卓蜜歐。當小安提勒斯遇到以弗所島上的人時，一連串搞笑的事情隨之發生，因為他們彼此完全一樣的長相使當地的人們無法區別誰是誰。因此，彼此身分的混淆造成許多搞笑的錯誤。

## 劇中人物
- 索利納斯-以弗所公爵
- 埃吉安 – 西拉鳩斯商人
- 艾蜜莉亞 – 埃及安的失散妻子，現任的修道院修女
- 以弗所的安提勒斯 （大安提勒斯） 雙胞胎兄弟，埃吉安跟艾蜜莉亞的小孩
- 西拉鳩斯的安提勒斯 （小安提勒斯）
- 以弗所的卓蜜歐 （大卓蜜歐） 雙胞胎兄弟，各自追隨不同的安提勒斯當奴隸
- 西拉鳩斯的卓蜜歐 （小卓蜜歐）
- 阿德里艾娜  以弗所的安提勒斯的妻子
- 露西安娜  阿德里艾娜的妹妹
- 內露/露西 廚房的女僕/阿德里艾娜的傭人
- 巴薩哈札 商人
- 安哲魯 黃金工匠
- 高級妓女
- 第一個商人  西拉鳩斯的安提勒斯的朋友
- 第二個商人  安哲魯欠錢的對象
- 品琪  教士和法師
- 獄卒、劊子手、官員和其他隨從

## 故事劇情
埃吉安為了尋找失散多年的家人而誤入以弗所，這裡的法令是不得讓西拉鳩斯人進入的，任何擅闖的西拉鳩斯人都會被處死除非交出大筆贖金，在聽完埃吉安的故事後，索利納斯-以弗所公爵深表同情並決定給他時間去尋找島上可能幫助他的人。
在這同時小安提勒斯也為了找尋他所失散的家人而來到以弗所，他並不知道這裡是他雙胞胎哥哥的所在地，因為他們彼此完全一模一樣的長相，島上的人們將他們兩個人的身分給混淆造成一連串的誤會，甚至連他們彼此長相也一樣的奴隸大小卓蜜歐也被彼此混淆。因為這些原因產生了許多誤解，例如大安提勒斯的太太誤解說大安提勒斯因為在外有女人而不回家，還有金匠安哲魯因為將金項鍊交錯人交給小安提勒斯而指控大安提勒斯欠他錢不還。至於小安提勒斯則是因為大家似乎都認識他並把他視為某種人而感到害怕，這種害怕是因為自我身分混淆所造成的。
最終，他們來到一間修道院，修道院的尼姑正是他們兩兄弟，大小安提勒斯的母親，就在此時埃吉安正好要被押往行刑，他們一家人在此時團圓，並且大家對他們身分的混淆得到解答。故事的最終就是埃吉安獲得釋放，他們一家人團圓。